# Pereira Passos
Francisco Pereira Passos, né le 29 août 1836 à São João Marcos et mort le 12 mars 1913 à Rio de Janeiro, est un ingénieur et un homme politique brésilien. Maire de Rio de Janeiro entre 1902 et 1906, il est le principal responsable de l'immense travail de rénovation urbaine que connaît la ville.

## Biographie
Francisco Pereira Passos naît le 29 août 1836 à São João Marcos.
Entre 1852 et 1856, il étudie à l'école militaire (aujourd'hui École polytechnique de l'université fédérale de Rio de Janeiro). Entre 1858-1860, il étudie à l'École nationale des ponts et chaussées de Paris. Dans cette ville, il assiste aux réformes urbaines de Georges-Eugène Haussmann.

### Maire
Pereira Passos est nommé maire de Rio de Janeiro le 30 décembre 1902 par le président Rodrigues Alves. Il est le principal responsable de l'immense travail de rénovation urbaine que connaît Rio de Janeiro. Il ouvre de larges avenues dans le tissu de la vieille ville. Il occupe le poste de maire jusqu'en 1906.

### Mort
Pereira Passos meurt le 12 mars 1913 à Rio de Janeiro.